# Ruta Provincial 23 (Neuquén)
La Ruta Provincial 23, denominada «Juan Iván Benigar», es una carretera de 188 km ubicada en al oeste de la provincia de Neuquén (Argentina). Comienza en la intersección con la Ruta Nacional 242 en Pino Hachado, y finaliza en el empalme con la Ruta Nacional 40 en Junín de los Andes.
Su trazado se interrumpe por 5 kilómetros entre Pampa de Lonco Luan y Litrán, tramo que pertenece a la Ruta Provincial 13; y a continuación, desciende recorriendo el valle del Río Aluminé. Forma parte de la Ruta del Pehuén, ya que vincula las localidades turísticas de Villa Pehuenia y Aluminé, y permite acceder a lagos del Parque Nacional Lanín.

## Localidades
Esta ruta atraviesa las siguientes localidades y parajes:

### Aluminé
- Litrán y Lonco Luan, en el Municipio de Villa Pehuenia - Moquehue.
- Aluminé.
- Rahue.
- Pilo Lil.

### Huiliches
- Malleo
- Junín de los Andes

## Turismo
La RP23 es el principal camino en la "Ruta del Pehuén", siendo la que cuenta con más kilómetros pavimentados en la red. El camino recorre el valle del Río Aluminé en la llamada "Pehuenia" o "Araucanía" (región caracterizada por el Pehuén) y facilita el acceso a sectores turísticos de temporada invernal y estival. Junto con la Ruta Provincial 13 forma parte del "Corredor de los Lagos", que se extiende por las provincias de Neuquén, Río Negro y Chubut.
Desde esta ruta se puede acceder por medio de otras rutas provinciales o caminos secundarios a los lagos Aluminé, Moquehue, Ñorquinco, Rucachoroy, Quillén y Tromen; y conforma un eje que vincula los pasos internacionales Pino Hachado, Icalma y Tromen-Mamuil Malal.